# Dogtooth
Dogtooth (internationell titel, grekiska: Κυνόδοντας, Kynodontas) är en grekisk dramafilm i regi av Giorgos Lanthimos.
Filmen handlar om en familj där föräldrarna har låst in sina nu vuxna barn i sin stora villa med trädgård och pool i utkanten av en stad. Barnen känner inte till något om världen utanför, men längtar allt mer efter att komma ut.
Dogtooth är flerfaldigt prisbelönad. Den fick Un certain regard-priset vid Cannesfestivalen 2009, Bronshästen på Stockholms filmfestival samma år, och har belönats på flera andra filmfestivaler. Den nominerades 2011 till en Oscar för bästa utländska film.

## Rollista
- Christos Stergioglou – fadern
- Michele Valley – modern
- Aggeliki Papoulia – den äldre dottern
- Mary Tsoni – den yngre dottern
- Hristos Passalis – sonen
- Anna Kalaitzidou – Christina

### Webbsidor
- Gentele, Jeanette (28 november 2009). ”Dogtooth blev bästa film”. Svenska Dagbladet. http://www.svd.se/kulturnoje/film/dogtooth-blev-basta-film_3862659.svd. Läst 21 februari 2011.
- Dogtooth på Internet Movie Database (engelska)